# Oeschelhorn
Das ehemalige Dorf Oeschelhorn befand sich in der westlichen Gemarkung der ehemaligen Gemeinde Gompertshausen (seit 2019 Stadtteil von Heldburg) im Landkreis Hildburghausen in Thüringen.

## Geschichte
Das Dorf Oeschelhorn wurde 1317 erstmals nachgewiesen erwähnt. Im 15. und 16. Jahrhundert wurde es jeweils noch einmal genannt.
Es soll im Dreißigjährigen Krieg wüst gefallen sein. Näheres dazu ist in der Literatur nicht gefunden worden.